# Aphelidesmus guianensis
Aphelidesmus guianensis är en mångfotingart som beskrevs av Chamberlin 1923. Aphelidesmus guianensis ingår i släktet Aphelidesmus och familjen Aphelidesmidae. Inga underarter finns listade i Catalogue of Life.